# استيبان مارتينيز
استيبان مارتينيز (25 سبتمبر 1961 في الأرجنتين - ) (بالإسبانية: Eduardo Esteban Martínez)‏ هو لاعب كرة طائرة شاطئية ولاعب كرة طائرة الأرجنتين. شارك في الألعاب الأولمبية الصيفية 1988 والألعاب الأولمبية الصيفية 1984.

## وصلات خارجية
- استيبان مارتينيز على موقع الاتحاد الدولي beach volleyball database (الإنجليزية)
- استيبان مارتينيز على موقع قاعدة بيانات الكرة الطائرة الشاطئية (الإنجليزية)
- استيبان مارتينيز على موقع دوري الدرجة الأولى الإيطالي للكرة الطائرة - رجال (الإيطالية)
- استيبان مارتينيز على موقع اللجنة الأولمبية الدولية (الإنجليزية)
- استيبان مارتينيز على موقع أوليمبيديا (الإنجليزية)